# Engin Öztürk
Engin Öztürk (Eskişehir, 28 de septiembre de 1986) es un actor turco. Conocido por interpretar al príncipe Selim en la serie El Sultán, y por su participación en la telenovela Qué Culpa Tiene Fatmagul.

## Biografía
El padre de Engin, de ascendentes turcos inmigrado de Bulgaria, era un cadete de aviación en el ejército turco. La madre de Engin tiene ascendentes turcos inmigrados de Grecia, Salónica. A los 8 años jugaba voleibol. Después de graduarse del Instituto Eskişehir Fatih Anatolian, sigue la profesión de su padre y entra al Izmir Air Astsubay Vocational High School en 2003, donde se gradúa en 2005.

## Carrera
Dejó el TSK (Fuerzas Armadas turcas) en 2006 debido a su incompatibilidad con el servicio militar y vino a Ankara y completó su educación en el Hacettepe University State Conservatory en el departamento de teatro  en 2012. Luego fue camarero. En 2010, aún estudiando teatro, Öztürk debutó como Selim Yaşaran en la serie de televisión Fatmagül'ün Suçu Ne?. En 2013,  representa al Príncipe Selim en Muhteşem Yüzyıl.

## Filmografía
| Cine       | Cine                                              | Cine           | Cine             |
| Año        | Título                                            | Personaje      | Nota(s)          |
| ---------- | ------------------------------------------------- | -------------- | ---------------- |
| 2020       | Biz Böyleyiz                                      | Gökçe          |                  |
| Televisión |                                                   |                |                  |
| Año        | Título                                            | Personaje      | Nota(s)          |
| 2010-2012  | Fatmagül'ün Suçu Ne? (¿Qué culpa tiene Fatmagül?) | Selim Yaşaran  | Antagonista      |
| 2012-2013  | Behzat Ç. Bir Ankara Polisiyesi                   | Emre           |                  |
| 2013-2014  | Muhteşem Yüzyıl                                   | Selim II       | Elenco principal |
| 2014-2015  | Hayat Yolunda                                     | Dr. Cem Korcan | Protagonista     |
| 2015-2016  | Hatırla Gönül                                     | Yusuf Özkara   | Protagonista     |
| 2016       | Yüksek Sosyete                                    | Kerem Özkan    | Protagonista     |
| 2018       | Diriliş Ertuğrul (Resurrección Ertuğrul)          | Günalp         |                  |
| 2019       | The Protector                                     | Levent         |                  |
| 2020-2021  | Doğduğun Ev Kaderindir (Mi hogar mi destino)      | Barış          | Protagonista     |
| 2021       | 50m2                                              | Gölge          | Protagonista     |
| 2022       | Annenin sirridir çocuk                            | Sadun          | Protagonista     |
| 2024       | Sandık Kokusu                                     | Bora           | Protagonista     |